# Crucificação de Kaufmann
A Crucificação de Kaufmann é uma pintura do período gótico da Boémia de um artista desconhecido que data de 1340-1360. Era provavelmente a parte central de um pequeno retábulo.